# ناویا ایشیگامی
ناویا ایشیگامی (انگلیسی: Naoya Ishigami؛ زادهٔ ۲ مارس ۱۹۸۵) بازیکن فوتبال اهل ژاپن است.
از باشگاه‌هایی که در آن بازی کرده‌است می‌توان به باشگاه فوتبال کاشیما آنتلرز، باشگاه فوتبال سرزو اوساکا، و باشگاه فوتبال توکیو وردی اشاره کرد.